# Ричи, Нэнси
Нэнси Энн Ричи (англ. Nancy Anne Richey, в замужестве Гантер, Gunter; род. 23 августа 1942, Сан-Анджело, Техас) — американская теннисистка, бывшая вторая ракетка мира. Сестра Клиффа Ричи. Победительница шести турниров Большого шлема в одиночном и женском парном разрядах, обладательница Кубка Федерации в составе сборной США (1969), многократная обладательница Кубка Уайтмен. Член Международного зала теннисной славы с 2003 года.

## Биография
Нэнси Ричи родилась в Техасе в семье теннисных тренеров Джорджа и Бети Ричи, Как она, так и её младший брат Клифф начали играть в теннис с детства, ежедневно проводя на корте часы, в том числе друг против друга. К 14 годам Нэнси уже обыгрывала любого из членов мужской сборной Университета Райса, которая была чемпионом Юго-Западной конференции NCAA. На корте она была собранной и молчаливой, не общаясь с соперницами. Нэнси выработала надёжную и эффективную, хотя и не слишком яркую, манеру игры, предпочитая медленные грунтовые корты (появившись на Уимблдоне в 1961 году, она лишь семь лет спустя сумела добраться до полуфинала, а в финал не попала ни разу). Её главным оружием стали удары с отскока, и долгое время она предпочитала пореже выходить к сетке, справившись с этим недостатком только к 22 годам, когда уже была первой ракеткой США. Её игра открытой и закрытой ракеткой была одинаково хлёсткой и точной. Будучи хорошим тактиком, Ричи стремилась навязать соперницам затяжные, изматывающие матчи, представляющие собой по большей части обмен сильными ударами с задней линии.
С 1962 года Ричи участвовала в ежегодных командных матчах сборных США и Великобритании, известных как Кубок Уайтмен, а с 1964 года была игроком команды США в Кубке Федерации, главном турнире женских теннисных сборных. В 1963 году она стала чемпионкой США на грунтовых кортах, затем успешно защищая этот титул пять раз подряд. Между 1963 и 1975 годом Ричи 11 раз входила в список десяти сильнейших теннисисток мира, составляемый в конце сезона обозревателями газеты Daily Telegraph. Во внутренней иерархии США, публикуемой Ассоциацией тенниса Соединённых Штатов (USTA), она стала попадать в десятку ещё раньше, а в 1964 году заняла в ней первое место, повторив этот результат ещё трижды (в последний раз в 1969 году).
В 1965 году в паре с ещё одной американкой Кэрол Гребнер Ричи завоевала титул чемпионки США — этот турнир в то время проводился на травяных кортах, как и Уимблдон. Вслед за этим они победили и на чемпионате Австралии. На чемпионате Франции Ричи сменила партнёршу, но с Кэтлин Хартер они проиграли в первом же матче. После этого Ричи составила пару с именитой бразильской теннисисткой Марией Буэно, и вместе они выиграли два оставшихся турнира Большого шлема в этом сезоне — Уимблдон и второй в карьере Ричи чемпионат США. Таким образом, за 1966 год Ричи стала чемпионкой на трёх из четырёх турниров Большого шлема в женских парах. Параллельно с успехами в парном разряде Ричи также добилась значительных успехов в одиночном, сумев попасть в три из четырёх финалов турниров Большого шлема за 1966 год. В первом из них, на чемпионате Австралии, она не смогла сыграть из-за травмы колена, полученной в полуфинале, а в двух других — во Франции и США — уступила соответственно британке Энн Хейдон-Джонс и Буэно, оба раза в двух сетах.
Продолжая успехи 1966 года, в 1967 году Ричи завоевала титул чемпионки Австралии, в финале в двух сетах обыграв местную теннисистку Лесли Тёрнер. В парах она продолжала выступать с Буэно, и вместе они дошли до финала Уимблдонского турнира, но прошлогодний успех повторить не сумели, проиграв американской паре Билли Джин Кинг-Розмари Казалс. 1968 год ознаменовался для Ричи победой на чемпионате Франции, к этому моменту получившем статус открытого как для любителей, так и для профессионалов, и выходом в полуфинал на Уимблдоне. В 1969 году она сыграла два последних в карьере финала на турнирах Большого шлема, в женских парах проиграв во Франции, а в одиночном разряде — в США. При этом её соперница в американском финале, австралийка Маргарет Корт, выступала в паре с ней в Париже. В этом же году сборная США, уже побывавшая с Ричи в финале Кубка Федерации за пять лет до этого, добилась победы в финале над соперницами из Австралии. Нэнси в финале выиграла как свою одиночную встречу (у Керри Мелвилл), так и парную (с Джейн Барткович против Мелвилл и Джуди Тегарт). Это было её последнее выступление в сборной в Кубке Федерации, а всего за три сезона (1964, 1968 и 1969) она выиграла 10 из 11 своих встреч в одиночном разряде и 5 из 6 в парном. По итогам сезона Ричи поднялась в мировом теннисном рейтинге Daily Telegraph на высшее в карьере 2-е место.
В 1970 году Ричи в последний раз представляла сборную США в Кубке Уайтмен. В общей сложности она участвовала в этом соревновании восемь раз и в семи случаях одерживала с американской командой победу. В сентябре 1970 года Ричи стала одной из теннисисток, участвовавших в первом в истории независимом женском профессиональном турнире, организованном Глэдис Хелдман в Хьюстоне. «Первая девятка», как впоследствии называли этих теннисисток, протестовала против намного более низких призовых в турнирах, где выступали одновременно мужчины и женщины, и заложила основу независимого женского профессионального тура Virginia Slims. В конце этого года брат Нэнси, Клифф, поднялся на первую строчку в национальном рейтинге USTA. Таким образом они стали первыми братом и сестрой в истории американского тенниса, занимавшими первое место в национальном рейтинге. Для самой Нэнси год завершился свадьбой — она вышла замуж за Кеннета Гантера, телевизионного функционера из её родного Сан-Анджело.
Нэнси Ричи продолжала участие в профессиональных теннисных турнирах до 1978 года, завершив карьеру после Открытого чемпионата США этого года в возрасте 36 лет. За годы игровой карьеры она выиграла в общей сложности 69 турниров, в том числе более двух десятков с начала Открытой эры. До середины 1970-х годов Нэнси оставалась в числе сильнейших теннисисток мира, в 1975 году, после введения рейтинга WTA, заняв в нём восьмую строчку. После замужества она играла под двойной фамилией или под фамилией Гантер, однако через шесть с половиной лет брака они развелись. В 2003 году имя Нэнси Ричи было внесено в списки Международного зала теннисной славы.

## Финалы турниров Большого шлема за карьеру

### Одиночный разряд (2-4)
| Результат | Год  | Турнир                     | Покрытие | Соперница в финале | Счёт в финале |
| --------- | ---- | -------------------------- | -------- | ------------------ | ------------- |
| Поражение | 1966 | Чемпионат Австралии        | Трава    | Маргарет Смит      | без игры      |
| Поражение | 1966 | Чемпионат Франции          | Грунт    | Энн Хейдон-Джонс   | 3-6, 1-6      |
| Поражение | 1966 | Чемпионат США              | Трава    | Мария Буэно        | 3-6, 1-6      |
| Победа    | 1967 | Чемпионат Австралии        | Трава    | Лесли Тёрнер       | 6-1, 6-4      |
| Победа    | 1968 | Открытый чемпионат Франции | Грунт    | Энн Хейдон-Джонс   | 5-7, 6-4, 6-1 |
| Поражение | 1969 | Открытый чемпионат США     | Трава    | Маргарет Смит-Корт | 2-6, 2-6      |

### Женский парный разряд (4-2)
| Результат | Год  | Турнир                     | Покрытие | Партнёрша          | Соперницы в финале                     | Счёт в финале  |
| --------- | ---- | -------------------------- | -------- | ------------------ | -------------------------------------- | -------------- |
| Победа    | 1965 | Чемпионат США              | Трава    | Кэрол Гребнер      | Билли Джин Моффитт Карен Хантзе-Сасмен | 6-4, 6-4       |
| Победа    | 1966 | Чемпионат Австралии        | Трава    | Кэрол Гребнер      | Маргарет Смит Лесли Тёрнер             | 6-4, 7-5       |
| Победа    | 1966 | Уимблдонский турнир        | Трава    | Мария Буэно        | Маргарет Смит Джуди Тегарт             | 6-3, 4-6, 6-4  |
| Победа    | 1966 | Чемпионат США (2)          | Трава    | Мария Буэно        | Розмари Казалс Билли Джин Кинг         | 6-3, 6-4       |
| Поражение | 1967 | Уимблдонский турнир        | Трава    | Мария Буэно        | Розмари Казалс Билли Джин Кинг         | 11-9, 4-6, 2-6 |
| Поражение | 1969 | Открытый чемпионат Франции | Грунт    | Маргарет Смит-Корт | Франсуаза Дюрр Энн Хейдон-Джонс        | 0-6, 6-4, 5-7  |

## Финалы Кубка Федерации за карьеру (1-1)
| Результат | Год  | Место проведения | Команда                                        | Соперники в финале                              | Счёт |
| --------- | ---- | ---------------- | ---------------------------------------------- | ----------------------------------------------- | ---- |
| Поражение | 1964 | Филадельфия, США | США: Б. Дж. Моффитт, Н. Ричи, К. Хантзе-Сасмен | Австралия: М. Смит, Л. Тёрнер                   | 1-2  |
| Победа    | 1969 | Афины, Греция    | США: Дж. Барткович, Н. Ричи, Дж. Хелдман       | Австралия: М. Смит-Корт, К. Мелвилл, Дж. Тегарт | 2-1  |